# Oroya peruviana
Oroya peruviana és una espècie fanerògama que pertany a la família de les cactàcies, endèmica de Cusco i Junín al Perú, el cultiu de la qual s'ha estès per tot el món.

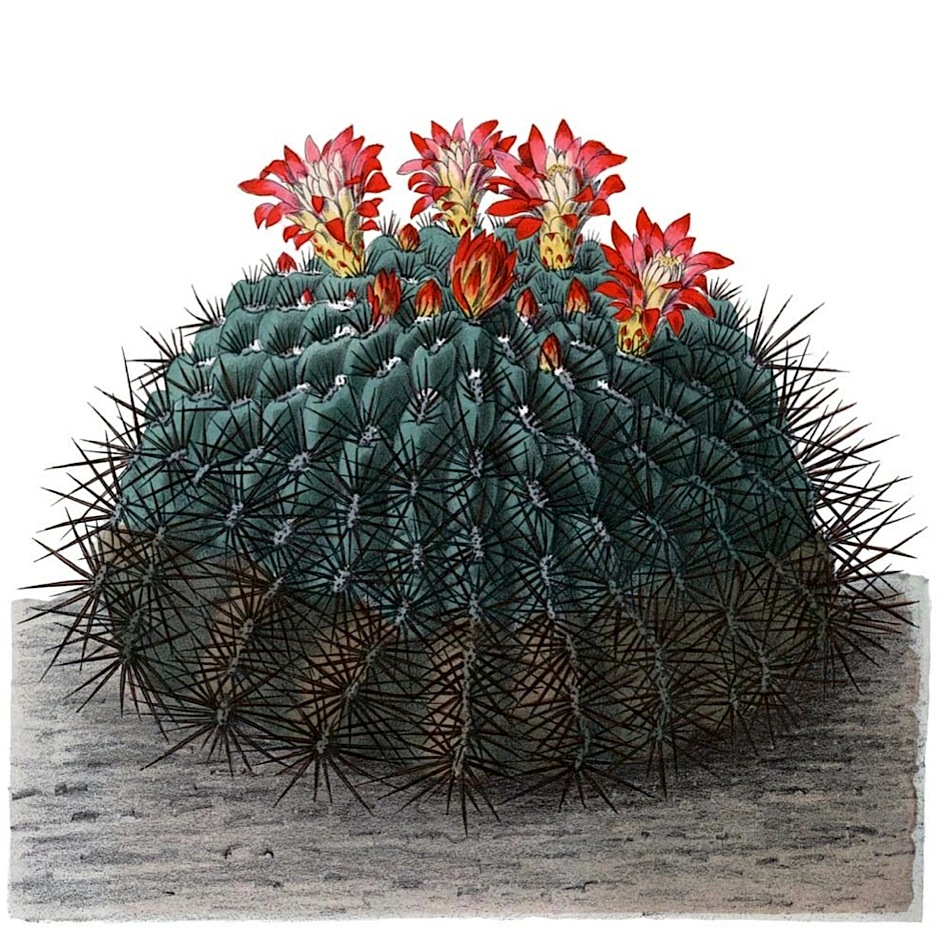
Il·lustració

## Descripció
És un cactus de forma globosa i cos solitari que pot assolir uns 20 cm de diàmetre per 30 cm d'altura. Té nombroses espines corbades en cada arèola de color daurat a marró. Les flors apareixen a principis d'estiu al voltant de l'àpex de la planta en tons barrejats de rosa i vermell amb el centre groc, per després formar-se unes baies buides de color vermell.

## Taxonomia
Oroya peruviana va ser descrita per (K.Schum.) Britton i Rose i publicat a The Cactaceae; descriptions and illustrations of plants of the cactus family 3: 102. 1922.
Etimologia
Oroya: nom genèric que es refereix a la ciutat de l'Oroya, al Perú, que està prop del lloc on es van descobrir les primeres plantes.
peruviana: epítet geogràfic que al·ludeix a la seva localització al Perú.
Sinonímia
- Echinocactus peruvianus
- Oroya neoperuviana
- Oroya laxiareolata
- Oroya subocculta
- Oroya gibbosa